# Svizzero
Svizzero! Die Geschichte einer Jugend war ein Bestseller von Niklaus Bolt, der 1912 erschien und die Abenteuer eines vom Elternhaus davon gelaufenen Berneroberländer Jugendlichen unter den italienischen Mineuren der Jungfraubahn beschreibt. Der Jugendroman wurde über 110'000 Mal verkauft. Die neueste Auflage erschien 1979 in Basel im Verlag Reinhardt. Das Buch thematisiert im damaligen Umfeld das Leben der italienischen Gastarbeiter.
Das Buch wurde auch in mehrere europäische Sprachen übersetzt. Die deutschsprachige Erstausgabe erfolgte im Verlag J. F. Steinkopf in Stuttgart.